# Xavier Olivé Aleu
Xavier Olivé (Barcelona, 1948) és un artista, dissenyador i interiorista català. La seva activitat es mou entre el dibuix, la performance, el disseny gràfic i d'interiors, la docència, el comissariat d'exposicions i d'altres activitats relacionades amb el fet gastronòmic.
Va estudiar a l'Escola Eina entre 1968 i 1971. En aquesta escola impartirà classes durant vint-i-sis anys, en les assignatures de comunicació, disseny gràfic, dibuix, aparadorisme, escenografia o espais efímers. Entre les seves exposicions personals cal destacar, Realidad 2 (1974) i Confesiones de una Diva (1976) ambdues celebrades a la Galeria Vinçon de Barcelona. O el muntatge per a la XVIII Trienalle de Milà (1992). El seu treball vinculat a la gastronomia el presenta com un pioner en el camp del food design, amb l'organització de multitud d'esdeveniments i performances vinculades a la gastronomia així com el treball per a diverses empreses del sector alimentari i de l'hostaleria per a la promoció i difusió de la seva activitat. Fou Assessor del director del Centre Dramàtic de la Generalitat de Catalunya (1982 - 1987). Formà part de La Comissió Assessora per la Modernització de la Cultura del conseller de Cultura de la Generalitat de Catalunya (1987 - 1991). Director d'imatge del Festival de Cinema de Barcelona (1987 - 1990) i Director d'imatge del Congrés Català de Cuina (1994 - 1995).
Com a interiorista, rebé el premi FAD d'Interiorisme (1973) per la botiga Pintacsa i una Selecció FAD (1981) pel restaurant Temporada Cafè. En el terreny del disseny gràfic fou premiat amb el Premi Laus (1975) per un catàleg d'exposició d'Albert Ràfols-Casamada a la Galeria Adrià de Barcelona. Una Placa Laus (1976) per un catàleg de la pintora Maria Girona. I, una Placa Laus (1978) pel disseny gràfic i embalatge de la botiga Blauet de Barcelona. Ha dissenyat els interiors dels restaurants: Big Rock (Palamós), CCCB Café (Barcelona), Café Museu Picasso (Barcelona), Hipódromo de la Zarzuela, Museo Thyssen (Madrid), Casa América (Madrid), Temporda Paradís (Barcelona), 7 Portes (Barcelona), Oleum Restaurant del MNAC (Barcelona), Pòrtic Fòrum de les Cultures (Barcelona), Restaurant del Teatre Nacional de Catalunya i Sant Pau de Carme Ruscalleda (Sant Pol de Mar), entre d'altres.
Ha col·laborat amb l'Ajuntament de Barcelona en diferents actes commemoratius: Any Gaudí (2002), Any Dalí (2004), Any de la literatura i la gastronomia (2005) i Any del comerç (2007).

## Exposicions

### Individuals
- 1974 – Realitat 2, l’ambigüitat com a llenguatge, amb Paco Llobet. Sala Vinçon
- 1976 – Confesiones de una diva, Sala Vinçon, amb Colita i Pavlovsky.
- 1979 – A rose is a rose is a rose, Fundació Miró, amb Colita.
- 1980 – Maniqui, Sala Vinçon (Barcelona) i Local Centro de Diseño (Madrid)
- 1987 – Mírame, vídeo instal·lació a la Biennal de Vídeo organitzada per la Caixa de Barcelona, amb Carles Santos i Maria Valcárcel.
- 1990 – Flores, frutos y otros condimentos, Galeria Ciento BCN. Exposició de dibuixos de flors i obres compartides amb altres artistes.
- 2002 – Still life, still alife, Galeria M. José Castellvi (Barcelona).Dibuixos de natures mortes, obra personal

### Comissariades
- 1968 – ADLAN, testimoni d’una época, 1932-1936, Col·legi d'Arquitectes Barcelona, amb professors i alumnes d'EINA.
- 1973 – Tramesa postal, EINA i Sala Vinçon (Barcelona), amb Albert Ràfols-Casamada.
- 1974 – Entorn del tronc, EINA, amb Albert Ràfols-Casamada.
- 1976 – 50 anys d’avantguarda, homenatge a Sebastià Guasch, FAD (Barcelona), amb Albert Ràfols-Casamada.
- 1976 – Proposta per a l'exhibició de Las Meninas al Museu Picasso de Barcelona, conjuntament amb professors d'EINA
- 1977 – Louis Cartier de Belle Époque aux années folles, Cafè Velòdrom Barcelona. Exposició de les joies històriques amb motiu de la inauguració de la nova botiga Cartier, amb Alicia Nuñez.
- 1978 – Suggestions olfactives, Fundació Miró i Museo Municipal de Madrid, amb Jordi Pablo i un grup de perfumistes.
- 1978 – L'afiche vivante. Performance i exposició de cartells originals d'Emili Vilà a la Fundació Miró i Local Centro de Diseño Madrid.
- 1986 – El grup de Bloomsbury, Fundació La Caixa Barcelona, amb Marta Pessarrodona i Josep Bagà. Els escriptors i artistes del grup, amb dissenys d'Omega Work Shop.
- 1986 – 150 aniversari del Mercat de la Boqueria de Barcelona. Exposicions repartides per les parades i actes commemoratius, amb Beth Gali, Llorenç Torrado i Núria Ribó.
- 1986 – Natura encara viva. Inauguració de la restauració de l'Hivernacle del parc de la Ciutadella de Barcelona.
- 1987 – EINA, 20 anys d’avantguarda, al Palau Robert de Barcelona, Generalitat de Catalunya, amb Beth Galí.
- 1988 – Centenari de les Golondrines. Exposicions, edicions, i actes de celebració de les barcasses del port de Barcelona.
- 1992 – Still live, still alife. Triennale di Milano per encàrrec de la Conselleria de Medi Ambient de la Generalitat de Catalunya i el BCD.
- 1993 – El jardí imaginat. Presentació del Nou Jardí Botànic de Barcelona.

## Performances

### Performances a la Fundació Joan Miró de Barcelona
- 1979 – Ludwig Van..., concert performatiu.
- 1980 – L’Affiche vivant.
- 1982 – Sopar itinerant pels Jardins de la Fundació.
- 1983 – Cocktails de cocktails, 50 aniversari de Boadas Cocktail Bar.
- 1988 – Buffet mediterrani, Inauguració de l'ampliació de l'edifici.
- 1994 – Mise en scène, dins de l'exposició Miró i el Teatre, el dia de la inauguració es transforma la Fundació en un circ.
- 1994 – Promenada concert, amb Carles Santos. Inauguració de l'exposició del Centenari del naixement de Joan Miró.
- 1996 – Homenatge a la Factory, amb motiu de la inauguració de l'exposició antològica de Andy Warhol.
- 2000 – Amb els cinc sentits. Celebració del 25 Aniversari de la Fundació Miró.

### Altres performances
- 1979 – El largo adiós. Homenatge a la sèrie de novel·la negra de l'Editorial Bruguera. En unes galeries comercials abandonades del Barri Xino de Barcelona.

- 1979 – Sofía, vivir y amar. Editorial Bruguera, Hotel Ritz de Barcelona 1979. Sofia Loren presenta les seves memòries
- 1983 – Cava Express. Barcelona / Sant Sadurni, Madrid / Toledo, sopars gastronòmics amb diferents performances al tren i a les estacions.
- 1984 – La venus de Samotracia. Inauguració de l'edifici Coderch de l'Escola d'Arquitectura Barcelona.
- 1985 – 10è aniversari de Camper, Antic Casino de Madrid.
- 1986 – Promenade concert. Inauguració de la primera l'illa de vianants de Barcelona carrers: Portaferrissa, Cucurulla i Boters.
- 1987 – Suite barroca en un laberinto de papel. Bar Universal de Barcelona, amb Humberto Spindola.
- 1988 – Paseo por el Parque de María Luisa a Sevilla, amb motiu de la convenció del Banco Vitalicio.
- 1993 – Desfilada de Ramon Ramis al Museu de Zoologia de Barcelona. L'Orient Express, homenatge a Agatha Christie a l'Estació de França de Barcelona amb motiu de la presentació mundial de la ploma Montblanc dedicada a l'escriptora.
- 1994 – Promenade concert II. Fundació Miró de Barcelona.
- 1994 – Promenade concert III. Concert inaugural del Festival Chopin a la Cartoixa de Valldemosa Mallorca. Tots els Promenades han estat creats amb la música original i la direcció de Carles Santos.
- 1995 – 20è aniversari de Camper, Son Fortesa a Mallorca.
- 1999 – De la A a la Z, homenatge a Joan Brossa amb motiu de la inauguració de la plaça Allada Vermell de Barcelona.

## Fons personal
L'any 2020 cedeix els seus arxius a EINA, la Fundació Miró i el Museu del Disseny de Barcelona. L'any 2021 ho fa també a l'Arxiu del MNAC i el CRAI de la Universitat de Barcelona.